# Alan McLaren
Alan James McLaren (Edinburgh, 1971. január 4. –) skót válogatott labdarúgó. 

## Pályafutása

### Klubcsapatban
1987 és 1994 között a Hearts játékosa volt. 1994 és 1998 között a Rangers csapatában játszott, melynek színeiben három bajnoki címet (1995, 1996, 1997) szerzett. 1996-ban a skót ligakupát, 1997-ben pedig a skót labdarúgókupát is megnyerte csapatával.

### A válogatottban
1992 és 1995 között 24 alkalommal szerepelt a skót válogatottban. Tagja volt az 1992-es Európa-bajnokságon szereplő válogatott keretének, de nem kapott lehetőséget egyetlen mérkőzésen sem. Az 1996-os Európa-bajnokságról sérülés miatt maradt le és helyére Derek Whyte került be a keretbe.

## Sikerei, díjai
Rangers FC
- Skót bajnok (3): 1994–95, 1995–96, 1996–97
- Skót kupagyőztes (1): 1996–97
- Skót ligakupagyőztes (1): 1995–96